# Agriculture intégrée
 (février 2019).
Si vous disposez d'ouvrages ou d'articles de référence ou si vous connaissez des sites web de qualité traitant du thème abordé ici, merci de compléter l'article en donnant les références utiles à sa vérifiabilité et en les liant à la section « Notes et références ».
L'agriculture intégrée est un ensemble de pratiques agricoles mêlant agricultures biologique et conventionnelle. L'objectif de ces moyens de production est de proposer une agriculture plus durable, notamment en utilisant des moyens naturels et des mécanismes régulateurs proches de ceux qui existent dans la nature. Il s'agit en particulier de remplacer les intrants, problématiques car polluant les sols, producteurs de gaz à effet de serre et coûteux.[style à revoir].

## Principes sous-jacents
L'accent est placé sur une approche holistique : l'exploitation est considérée comme une unité de base, au centre d'un agrosystème, comprenant un cycle équilibré des nutriments, et basé sur le bien-être de toutes les espèces animales dans les élevages.
La restauration ou préservation de la fertilité des sols et d'un environnement diversifié est un aspect essentiel.
Les moyens biologiques, techniques et chimiques sont utilisés de manière équilibrée pour prendre en compte la protection de l'environnement, ainsi que les exigences économiques (rentabilité) et sociales.
Enfin, l'agriculture intégrée fait appel aux méthodes de lutte intégrée, méthodes de protection des cultures tenant compte d'un seuil de nuisibilité du ravageur, de la maladie, cryptogamique ou virale, au-delà duquel le résultat économique est touché. Ce n'est donc que lorsque ce seuil de nuisibilité, ou seuil de tolérance, est atteint, que la lutte chimique est déclenchée contre le ravageur, la maladie cryptogamique ou le virus en question.
En France, un concept règlementé est celui d'agriculture raisonnée. Il est un peu plus flou dans ses objectifs et surtout moins strict dans ses exigences et pratiques que celui d'agriculture biologique. Cette dernière exclut en effet la plupart des produits chimiques de synthèse (les engrais obtenus par synthèse chimique et la plupart des pesticides de synthèse).

## Expérimentations
- En 1998 l'Institut national de la recherche agronomique[1] (INRA) lance un projet de recherche pour comparer 4 types d'agriculture : classique, biologique, intégrée et sous couvert végétal. Les effets environnementaux mais aussi économiques sont évalués : rendements, quantité et toxicité des produits utilisés, temps de travail, consommation d'énergie, marge dégagée. Les cultures sont : blé, pois, colza.

Le système intégré, basé sur des techniques de prévention des maladies (semis tardifs et moins denses, mélange de variétés) est celui qui présente le meilleur équilibre. Les rendements baissent de 10 % mais la diminution des intrants permet une baisse des charges qui préserve la marge des agriculteurs. L'effet sur l'environnement est modéré. La consommation d'énergie est réduite de 30 %.
- En 2000, l'INRA a lancé une expérimentation systémique de longue durée de Dijon Époisses pour tester cinq systèmes de culture en lutte intégrée. Le bilan de ces essais montre que la flore adventice est maîtrisable par les techniques alternatives aux herbicides[2].
- Le 4 janvier 2010, un Projet de 4 ans, intitulé « MicMac-Design »[3] a été lancé par l'INRA, visant à tester des systèmes de culture à « bas niveau d'intrants »[3]. Le projet inclut des mesures lysimétriques et plusieurs points de mesure en continu des flux de gaz à effet de serre à partir du sol[3].